# Market Value Added
Der Market Value Added (MVA) oder auch Marktwertzuwachs (MWZ) ist die Differenz zwischen Marktwert (Börsenwert einer Aktiengesellschaft + Finanzschulden (Bankverbindlichkeiten, Hypotheken und Anleihen)) und Geschäftsvermögen (Anlagevermögen und Working Capital (Umlaufvermögen ohne operative Verbindlichkeiten)). Er gibt an, welchen Wert eine Unternehmung seit seiner Gründung über das eingesetzte Kapital hinaus geschaffen hat.
Der MVA entspricht dem Barwert der erwarteten, zukünftigen EVAs (Economic Value Added).